# بخش شویسکی
بخش شویسکی (به لاتین: Shuysky District) یک منطقهٔ مسکونی در روسیه است که در استان ایوانوف واقع شده‌است.